# 佛羅倫斯圍城戰 (405年)
拉達蓋蘇斯戰爭期間的佛羅倫斯圍城戰發生於405或406年的佛羅倫斯，交戰雙方分別是西羅馬帝國和哥德人。

## 背景
柔然是北亞的一個韃靼人游牧民族，於在公元四世紀逐漸取代鮮卑人，成為蒙古和西伯利亞廣闊平原上的統治者。402年，他們透過擊敗伏爾加河上游的匈人，擴大了他們的征服範圍，後者曾經是這片土地的主人，而他們先前也是透過勝仗取得這片土地。在東亞遊牧民族的推進之下，匈人進一步向西撤退回歐洲，將據有從維斯瓦河到易北河間中歐地區的斯維比人、汪達爾人和勃艮第人給趕出了家園。
拉達蓋蘇斯是名出身於今日麥克倫堡地區的勇士，指揮著這群部落中最強大的部隊。這群部落決心團結起來入侵羅馬帝國，以求奪得充足的定居空間，且不受亞洲蠻族的持續侵擾，後者當時正橫掃今日的波蘭及德國地區。
405年底或406年初，拉達蓋蘇斯和他龐大部隊為近期失利所怒，憤而突破未設防的多瑙河邊境並進入雷蒂亞。-而羅馬帝國西部統帥斯提里科，不久前才抽調其他行省的駐軍，用來擊退亞拉里克一世對義大利的首度入侵。這讓拉達蓋蘇斯在遭遇斯提里科的抵抗前，得以橫越阿爾卑斯山進入義大利。

## 戰役過程
拉達蓋蘇斯向南進軍義大利，留下了該省滿目瘡痍的農田和城市，而斯提里科則在帕維亞定居，並宣布他將這裡設為集合點，從四面八方召集羅馬及蠻族援軍部隊來保衛義大利。與此同時，時任西羅馬帝國懦弱的傀儡皇帝霍諾留躲進了設防城市拉文納，該城於401年亞拉里克一世入侵後，成為了西羅馬帝國的首都。
出於未知原因，拉達蓋蘇斯教廷了向羅馬的進軍，並包圍偉大而繁榮的佛羅倫斯城。該城由小股守軍駐防，但他們表現出非凡的忠誠和愛國精神。當守軍在蠻族無情的攻擊下搖搖欲墜時，安波羅修主教在夜視中顯現的即時來報鼓舞了他們，報告中安波羅修承諾上帝會為居民提供救助。不久後，斯提里科率軍來到，於菲耶索莱擊潰了圍攻的蠻族部隊。

## 註腳
1. ↑  部分招募自奄蔡游牧部落，另一部份則來自亞拉里克一世麾下的哥德人
2. ↑  包含萊茵河和多瑙河附近的行省
3. ↑  而非更為暴露的米蘭